# Kokonoe
Kokonoe (jap. 九重町 Kokonoe-machi) – miasto w Japonii, na wyspie Kiusiu, w prefekturze Ōita. Według danych na rok 2020 miejscowość zamieszkiwało 8 541 mieszkańców , a gęstość zaludnienia wyniosła 31,5 os./km².